# Puòggoson
Puòggoson (en francès Puygouzon) és un municipi francès situat al departament del Tarn i a la regió d'Occitània.

## Demografia
| 1962                                       | 1968 | 1975  | 1982  | 1990  | 1999  | 2006  |
| ------------------------------------------ | ---- | ----- | ----- | ----- | ----- | ----- |
| 587                                        | 722  | 1.408 | 1.993 | 2.585 | 2.725 | 2.845 |
| Des de 1962: població sense dobles comptes |      |       |       |       |       |       |

## Administració
| Període   | Identitat      | Partit |
| --------- | -------------- | ------ |
| 2001-2008 | Marcel Couliou |        |
| 2008-     | Thierry Dufour |        |